# ふくろうと猫

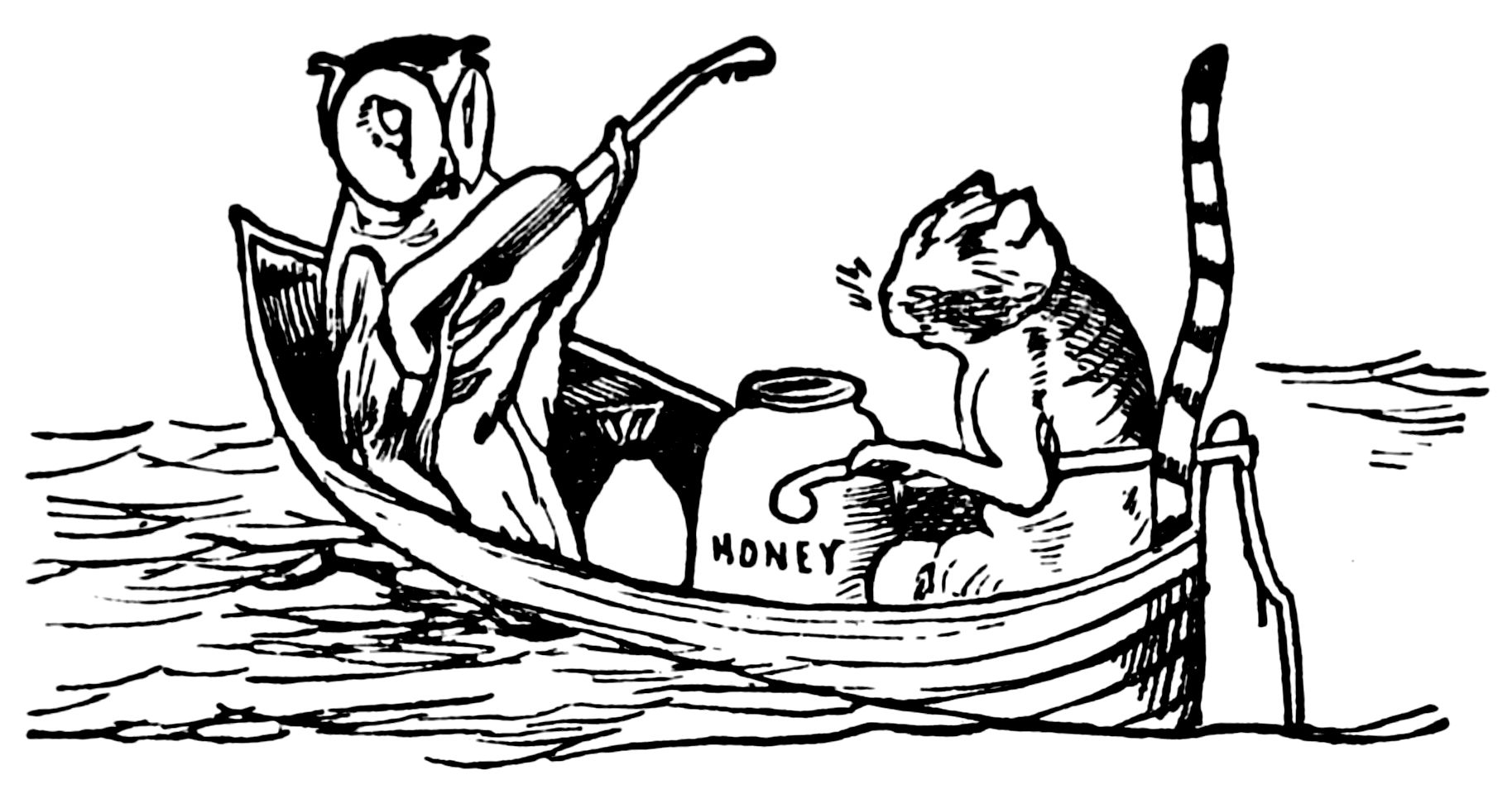
リアによる挿絵

「ふくろうと猫」（ふくろうとねこ、The Owl and the Pussy-cat）は、エドワード・リアが1867年に書いた子供向けのナンセンス詩。リアの有名な形容詞「ランシブル」は、この詩ではじめて使われた。
イギリスで2014年に行なわれた、もっとも人気のある子供時代の詩のアンケートで第1位に輝いた。2位は「きらきら星」、3位は「ハンプティ・ダンプティ」だった。

## 概要
1867年の冬、リアは友人の詩人ジョン・アディントン・シモンズの娘ジャネットのためにこの詩を書いた。1871年に出版された『ナンセンスの歌、物語、植物学、アルファベット』に収録された。
11行（最後の3行は8行めのくり返し）からなる3つのスタンザから構成され、2行めと4行め、6行めと8行めが押韻するほか、奇数行はしばしば行中韻を踏む。

## あらすじ

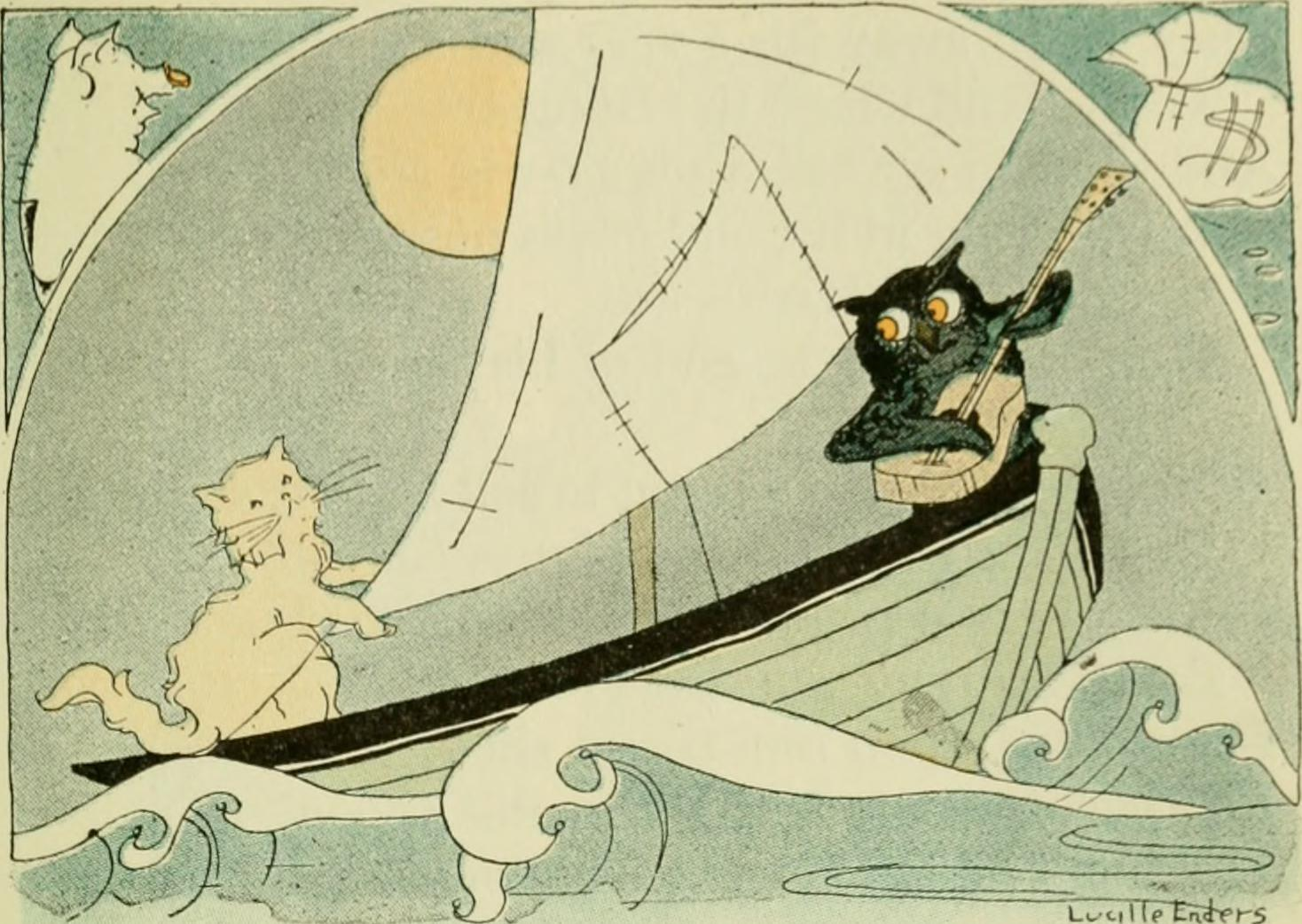
チャールズ・H・シルベスター画（1922年）
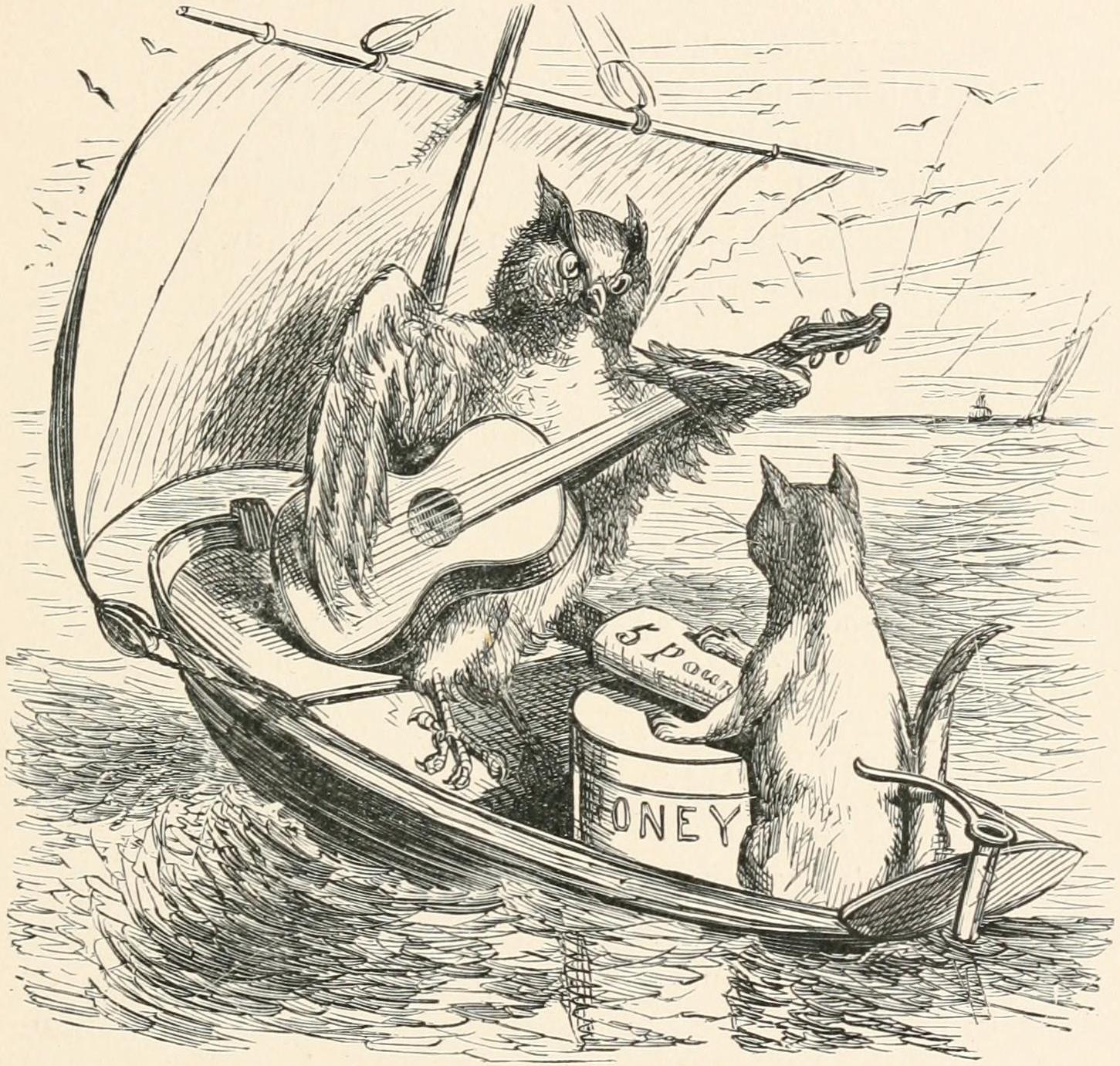
ふくろうと猫は緑色のボートに乗って旅に出る。夜、ふくろうはギターを弾きながら猫の美しさをほめる歌を歌う。猫はふくろうの歌をほめ、結婚しようというが、指輪がない。(以下３枚リアによる挿絵:1871年)
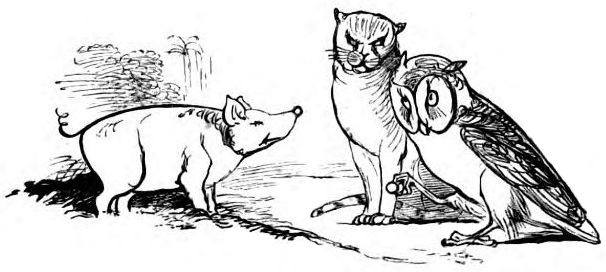
1年と1日後、ボングの木の茂る土地にやって来たふたりは、そこで鼻輪をつけたブタに会う。
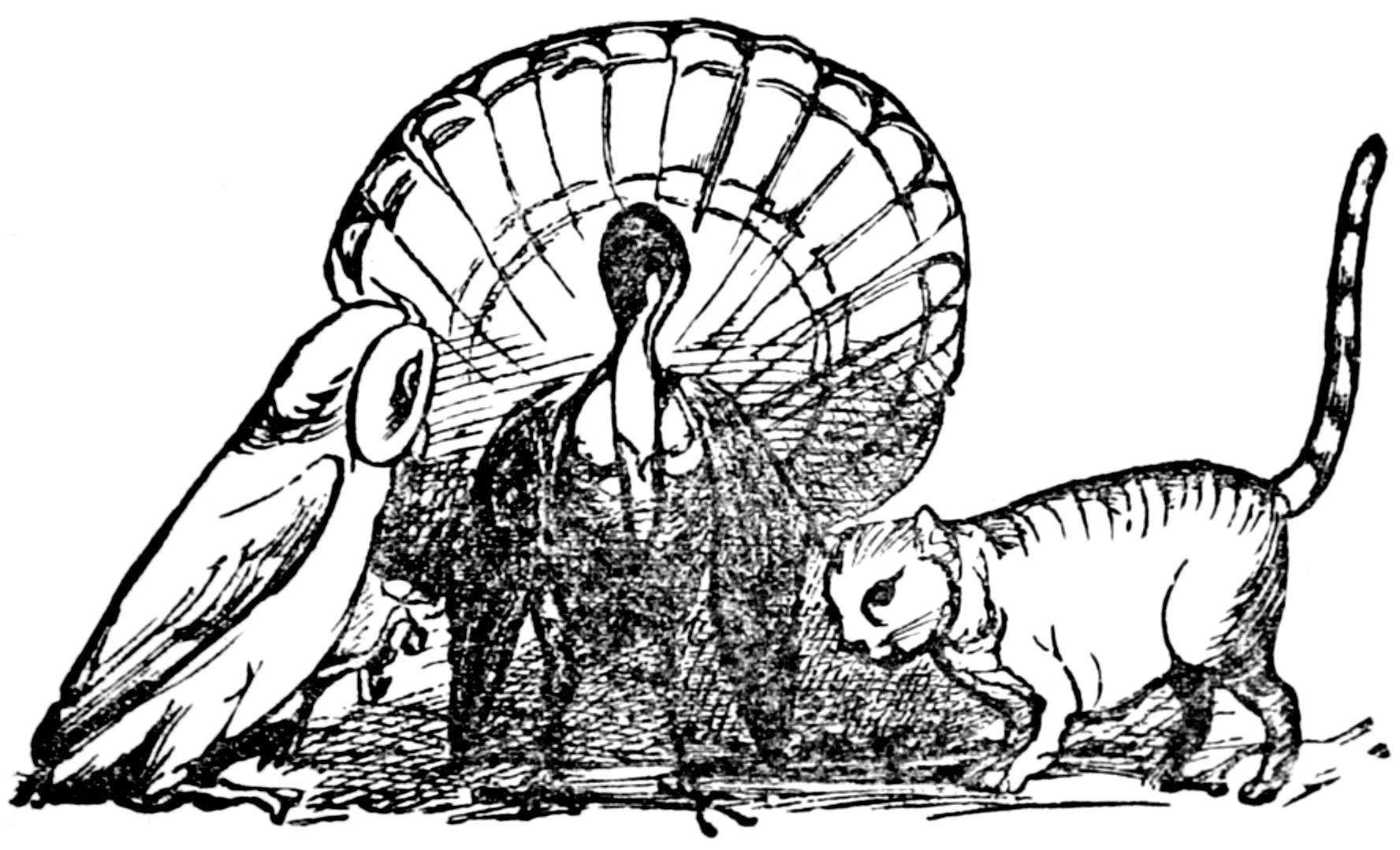
鼻輪を1シリングで買い、七面鳥が翌日ふたりの結婚式をとり行う。ふたりは手をとりあい、月の光のもとで踊る。
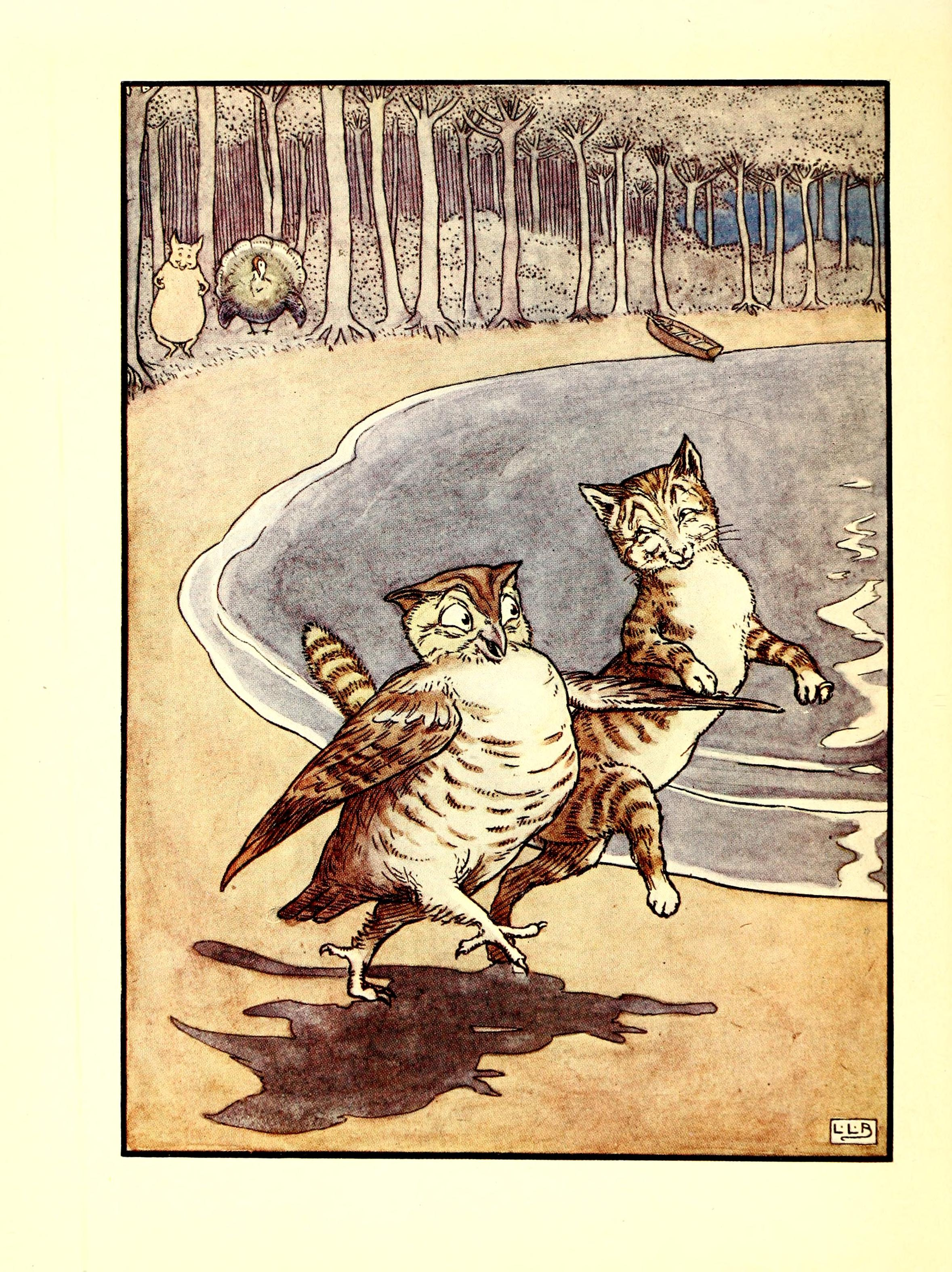
レナード・ レスリー・ブルック（英語版）画(1910年)

## 影響
ビアトリクス・ポター『こぶたのロビンソンのおはなし』（ピーターラビット絵本シリーズの1冊として1930年に出版）は、「ふくろうと猫」に出てくるブタの前日譚になっている。
1938年にアンガス・デビッドソンによって出版された『Edward Lear』にはリア本人による続編「ふくろうと猫の子供たち」という詩の草稿が載っている。
イーゴリ・ストラヴィンスキーの歌曲『ふくろうと猫』(1966)は、この詩に作曲したもので、ストラヴィンスキー最後の作品になった。ストラヴィンスキー夫人のヴェーラが最初に暗記した英語の詩だったという。
1970年にアメリカ合衆国で同題の映画が作られているが（日本語題名は『フクロウと子猫ちゃん』原題 The Owl and the Pussycat）、題を借りただけの大人のラブストーリーで、内容は関係がない。

### 絵本
- エドワード・リア著、バーバラ・クーニー絵、工藤幸雄訳『みみずくとねこのミミー』ほるぷ出版、1976年. NCID BN08647011